# Émile Aymé de La Chevrelière
Pour les articles homonymes, voir Aymé.
Émile Aymé de La Chevrelière, né le 22 septembre 1820 à La Chevrelière (Deux-Sèvres) et mort le 30 septembre 1885 à Saint-Benoit, est un homme politique français.
Propriétaire terrien, conseiller général du canton de Melle, il est député des Deux-Sèvres de 1871 à 1876, inscrit à la réunion des Réservoirs et siégeant chez les monarchistes. Réélu en février 1876, son élection est invalidée et il est battu en mai suivant, lors de l'élection partielle. Il est le père de Jean-Marie Aymé de La Chevrelière, député des Deux-Sèvres.

## Sources
- « Émile Aymé de La Chevrelière », dans Adolphe Robert et Gaston Cougny, Dictionnaire des parlementaires français, Edgar Bourloton, 1889-1891 [détail de l’édition]
- Notices d'autorité :   - VIAF
  - BnF (données)